# Oussama Abdellah Mimouni
Pour les articles homonymes, voir Mimouni.
Oussama Abdellah Mimouni, né le 27 mars 2003,, est un coureur cycliste algérien.

## Biographie
En 2021, Oussama Mimouni se classe deuxième du championnat d'Algérie du contre-la-montre juniors (moins de 19 ans). Il représente également son pays natal aux championnats du monde juniors, disputés autour de Louvain. 71e du contre-la-montre, il abandonne lors de la course en ligne.
En 2023, il s'impose à plusieurs reprises dans des courses nationales en Algérie. Il termine aussi septième d'une étape du Tour d'Algérie, ou encore dixième du Tour du Sahel. L'année suivante, il intègre la Madar Pro Cycling Team, qui évolue au niveau continental. Régulièrement sélectionné en équipe d'Algérie, il finit notamment septième du Tour du Bénin. Il remporte par ailleurs une étape du Tour du Cameroun, devant trois de ses compatriotes.

## Palmarès sur route

### Palmarès par année
- 2021
  - 2e du championnat d'Algérie du contre-la-montre juniors
- 2024
  - 2e étape du Tour du Cameroun
  - Grand Prix d'Ongola
- 2025
  - Tour des Zibans
  - 2e du championnat d'Algérie du contre-la-montre espoirs

### Classements mondiaux
| Année           | 2023 |
| --------------- | ---- |
| UCI Africa Tour | 160e |

## Palmarès sur piste

### Championnats d'Afrique
- Le Caire 2025
  -  Médaillé d'or de la poursuite individuelle
  -  Médaillé de bronze de la poursuite par équipes